# Уимблдонский турнир 2010
Уимблдонский турнир 2010 — 124-й розыгрыш ежегодного профессионального теннисного турнира серии Большого шлема, проводящегося в Уимблдоне (Лондон, Великобритания) на кортах местного «Всеанглийского клуба лаун-тенниса и крокета». Традиционно выявляются победители соревнования в девяти разрядах: в пяти — у взрослых и четырёх — у старших юниоров.
В 2010 году матчи основных сеток прошли с 21 июня по 4 июля. Соревнование традиционно завершало основной сезон турниров серии на данном покрытии.
Прошлогодние победители среди взрослых:
- мужчины, одиночный разряд —  Рафаэль Надаль
- женщины, одиночный разряд —  Серена Уильямс
- мужчины, парный разряд —  Даниэль Нестор и  Ненад Зимонич
- женщины, парный разряд —  Серена Уильямс и  Винус Уильямс
- смешанный парный разряд —  Марк Ноулз и  Анна-Лена Грёнефельд

## Общая информация
Рекорды турнира
- Матч первого круга основного турнира мужской одиночной сетки между Джоном Изнером и Николя Маю продолжался 11 часов 5 минут, что сделало его самым продолжительным матчем в истории мирового тенниса. Попутно игра побила ещё несколько рекордов, включая рекорд по числу сыгранных геймов и эйсов.
- Американец Тейлор Дент побил рекорд максимальной скорости подачи, подав со скоростью 148 миль/час в матче второго круга основного турнира одиночной сетки против третьего сеянного Новака Джоковича из Сербии. Предыдущий рекорд составлял 146 миль/час и принадлежал соотечественнику Тейлора Энди Роддику[1].

Интересные факты
- В 2010 году Уимблдонский турнир впервые за последние 33 года посетила королева Великобритании Елизавета II. 25 июня королева наблюдала за матчем на центральном корте между британцем Энди Марреем и финном Яркко Ниеминеном, который завершился уверенной победой Маррея со счётом 6-3 6-4 6-2[2][3].

## Соревнования

### Взрослые

#### Мужчины. Одиночный разряд
Рафаэль Надаль обыграл  Томаша Бердыха со счётом 6-3, 7-5, 6-4.
- Надаль выигрывает 2-й титул в сезоне и 8-й за карьеру на соревнованиях серии.
- Бердых впервые в карьере пробился в финал соревнования серии.

#### Женщины. Одиночный разряд
Серена Уильямс обыграла  Веру Звонарёву со счётом 6-3, 6-2.
- Уильямс выигрывает 2-й титул в сезоне и 13-й за карьеру на соревнованиях серии.
- Звонарёва впервые в карьере пробилась в финал соревнования серии.

#### Мужчины. Парный разряд
Юрген Мельцер /  Филипп Пецшнер обыграли  Роберта Линдстедта /  Хорию Текэу со счётом 6-1, 7-5, 7-5.
- представитель Австрии выигрывает турнир серии впервые с 2007 года.
- представитель Германии выигрывает турнир серии впервые с 1992 года.

#### Женщины. Парный разряд
Ваня Кинг /  Ярослава Шведова обыграли  Елену Веснину /  Веру Звонарёву со счётом 7-6(6), 6-2.
- представительница США выигрывает британский турнир серии третий год подряд.
- представительница Казахстана выигрывает турнир серии впервые в истории.

#### Смешанный парный разряд
Леандер Паес /  Кара Блэк обыграли  Уэсли Муди /  Лизу Реймонд со счётом 6-4, 7-6(5).
- Паес выигрывает 2-й титул в сезоне и 6-й за карьеру на соревнованиях серии.
- Блэк выигрывает 2-й титул в сезоне и 5-й за карьеру на соревнованиях серии.

### Юниоры

#### Юноши. Одиночный турнир
Мартон Фучович обыграл  Бенджамина Митчелла со счётом 6-4, 6-4.
- представитель Европы побеждает на британском турнире серии третий год подряд.

#### Девушки. Одиночный турнир
Кристина Плишкова обыграла  Сатиэ Исидзу со счётом 6-3, 4-6, 6-4.
- сёстры Плишковы выигрывают второй (из трёх) турнир серии в том сезоне.

#### Юноши. Парный турнир
Лиам Броуди /  Том Фаркурсон обыграли  Льюиса Бёртона /  Джорджа Моргана со счётом 7-6(4), 6-4.
- представители Великобритании побеждают на домашнем турнире серии впервые с 1995 года.

#### Девушки. Парный турнир
Тимея Бабош /  Слоан Стивенс обыграли  Ирину Хромачёву /  Элину Свитолину о счётом 6-7(7), 6-2, 6-2.
- представительница США побеждает на британском турнире серии впервые с 2001 года.
- представительница Венгрии побеждает на британском турнире серии впервые с 2005 года.